# Old Leake
Old Leake è un villaggio e parrocchia civile dell'Inghilterra, appartenente alla contea del Lincolnshire.